# Mes Kerman FC
El Mes Kerman Football Club (en persa باشگاه فوتبال مس کرمان)) és un club de futbol iranià de la ciutat de Kerman. Va ser finalista de la Copa Hazfi la temporada 2013–14.

## Futbolistes destacats
- Edinho
- Adriano Alves
- Rasoul Navidkia